# クロプレドノール
クロプレドノール(Cloprednol)は、合成糖質コルチコイドである。気管支喘息の治療に向けた研究が行われている。